# 王春宁
王春宁（1963年3月—），山东牟平人，生于江苏南京。中国人民武装警察部队上将，現任武警部隊司令員。原南京军区副政治委员王永明之子，畢業於俄罗斯总参谋部军事学院、中国人民解放军国防大学。是中共第十九届中央候补委员、第二十届中央委员。

## 生平
1985年7月参加工作，1986年4月加入中国共产党。大学毕业，理学学士，在职研究生。
曾任团参谋长，团长，师参谋长，副师长，陆军第一集团军装备部部长，第一师师长。
2009年，任陆军第一集团军参谋长。
2010年到2014年，任陆军第一集团军副军长（其间挂职海军东海舰队副参谋长）。2011年，晋升少将军衔。
2014年，任陆军第十二集团军军长。
2016年8月，任北京卫戍区司令员（副战区职）、党委副书记、中共陆军党委委员。2017年7月，晋升中将军衔。
2020年1月至5月，出任中共北京市委常委。
2020年4月，调任武警部队参谋长。同年12月，升任武警部队司令员，晋升上将警衔。